# Olympische Jugend-Sommerspiele 2010/Hockey
| Hockey bei den I. Olympischen Jugend-Sommerspielen | Hockey bei den I. Olympischen Jugend-Sommerspielen |
| Olympische Ringe · Hockey                          | Olympische Ringe · Hockey                          |
| Informationen                                      | Informationen                                      |
| -------------------------------------------------- | -------------------------------------------------- |
| Teilnehmer:                                        | 192 Athleten                                       |
| Datum:                                             | 16. August–25. August                              |
| Austragungsort:                                    | Seng Kang Hockey Stadium                           |
| Wettkampfort:                                      | Singapur                                           |
| Entscheidungen:                                    | 2                                                  |
|                                                    | Nanjing 2014 →                                     |
| Olympische Ringe                                   | Hockey                                             |

| Olympische Jugend-Sommerspiele 2010 (Medaillenspiegel Hockey) | Olympische Jugend-Sommerspiele 2010 (Medaillenspiegel Hockey) | Olympische Jugend-Sommerspiele 2010 (Medaillenspiegel Hockey) | Olympische Jugend-Sommerspiele 2010 (Medaillenspiegel Hockey) | Olympische Jugend-Sommerspiele 2010 (Medaillenspiegel Hockey) | Olympische Jugend-Sommerspiele 2010 (Medaillenspiegel Hockey) |
| Platz                                                         | Mannschaft                                                    | Goldmedaillen                                                 | Silbermedaillen                                               | Bronzemedaillen                                               | Gesamt                                                        |
| ------------------------------------------------------------- | ------------------------------------------------------------- | ------------------------------------------------------------- | ------------------------------------------------------------- | ------------------------------------------------------------- | ------------------------------------------------------------- |
| 01                                                            | Australien                                                    | 1                                                             | —                                                             | —                                                             | 1                                                             |
| 0                                                             | Niederlande                                                   | 1                                                             | —                                                             | —                                                             | 1                                                             |
| 03                                                            | Argentinien                                                   | —                                                             | 1                                                             | —                                                             | 1                                                             |
| 0                                                             | Pakistan                                                      | —                                                             | 1                                                             | —                                                             | 1                                                             |
| 05                                                            | Belgien                                                       | —                                                             | —                                                             | 1                                                             | 1                                                             |
| 0                                                             | Neuseeland                                                    | —                                                             | —                                                             | 1                                                             | 1                                                             |

Bei den Olympischen Jugend-Sommerspielen 2010 wurden zwei Wettbewerbe im Hockey ausgetragen. Die Wettkämpfe fanden vom 16. bis 25. August im Seng Kang Hockey Stadium statt.

## Medaillen

### Jungen
| Platz | Land | Athleten |
| ----- | ---- | --- |
| 1     | AUS  | Rory Middleton, Luke Noblett, Flynn Ogilvie, Jay Randhawa, Byron Walton, Jordan Willott, Oscar Wookey, Dylan Wotherspoon, Daniel Beale, Robert Bell, Andrew Butturini, Ryan Edge, Jake Farrell, Casey Hammond, Jeremy Hayward, Daniel Mathiesen                                     |
| 2     | PAK  | Mazhar Abbas, Muhammad Rizwan, Muhammad Adnan, Syed Kashif Shah, Muhammad Sultan Amir, Adnan Shakoor, Muhammad Amir Ashiq, Ali Shan, Muhammad Usman Aslam, Muhammad Sohaib, Ali Hassan Faraz, Muhammad Suleman, Muhammad Irfan, Muhammad Umair, Muhammad Arslan Qadir, Ahmed Zubair |
| 3     | BEL  | Arnaud Flamand, Alexander Hendrickx, Dimitri Cuvelier, Bjorn Delmoitie, Arthur Van Doren, Nicolas De Kerpel, Matthias Dubois, Mathew Cobbaert, Antoine Legrain, Quentin Bigare, Louis Rombouts, Gaetan Perez, Dorian Thiery, Benjamin van Dam, Thomas Vander Gracht, Arno Devreker  |

### Mädchen
| Platz | Land | Athleten |
| ----- | ---- | --- |
| 1     | NED  | Roos Broek, Lisanne de Lange, Lara Dell'Anna, Liselotte van Mens, Frederique Derkx, Elsie Nix, Saskia van Duivenboden, Floor Ouwerling, Jet de Graeff, Floortje Plokker, Juliette van Hattum, Macey de Ruiter, Mathilde Hotting, Lisa Scheerlinck, Marloes Keetels, Lieke van Wijk |
| 2     | ARG  | Agustina Albertarrio, Julia Castignioli, Agustina Alvarez, Jimena Cedres, Maria Baldoni, Carla de Iure, Antonieta Bianchi, Rocio Emme, Rocio Broccoli, Sol Fernandez, Antonella Brondello, Eugenia Garrafo, Camila Bustos, Florencia Habif, Victoria Cabut, Agustina Mama          |
| 3     | NZL  | Georgia Barnett, Elizabeth Rose Keddell, Amy Barry, Sarah Matthews, Jamie Bolton, Rachel McCann, Jessica Chisholm, Kate McCaw, Michaela Curtis, Elley Miller, Samara Dalziel, Danielle Sutherland, Rhiannon Dennison, Lydia Velzian, Erin Goad, Kayla Wilson                       |

## Turnier der Jungen

### Vorrunde
|  | Team für Finale qualifiziert |
|  | Team spielt um Platz 3       |
|  | Team spielt um Platz 5       |

| Rang | Land       | S | G | U | V | Tore  | Diff. | Punkte |
| ---- | ---------- | - | - | - | - | ----- | ----- | ------ |
| 1    | Australien | 5 | 5 | 0 | 0 | 36:6  | +30   | 15     |
| 2    | Pakistan   | 5 | 4 | 0 | 1 | 30:12 | +18   | 12     |
| 3    | Belgien    | 5 | 3 | 0 | 2 | 27:13 | +14   | 9      |
| 4    | Ghana      | 5 | 2 | 0 | 3 | 12:24 | −12   | 6      |
| 5    | Chile      | 5 | 1 | 0 | 4 | 6:38  | −32   | 3      |
| 6    | Singapur   | 5 | 0 | 0 | 5 | 5:23  | −18   | 0      |

| Spiel 1, 17. August 2010, 16:00 Uhr  |   |            |            |
| Pakistan                             | – | Ghana      | 6:3 (3:2)  |
| Spiel 2, 17. August 2010, 18:00 Uhr  |   |            |            |
| Belgien                              | – | Chile      | 9:0 (4:0)  |
| Spiel 3, 17. August 2010, 20:30 Uhr  |   |            |            |
| Singapur                             | – | Australien | 1:8 (0:5)  |
| Spiel 4, 18. August 2010, 16:30 Uhr  |   |            |            |
| Pakistan                             | – | Chile      | 15:1 (5:0) |
| Spiel 5, 18. August 2010, 18:30 Uhr  |   |            |            |
| Australien                           | – | Ghana      | 8:0 (5:0)  |
| Spiel 6, 18. August 2010, 20:30 Uhr  |   |            |            |
| Singapur                             | – | Belgien    | 1:7 (0:3)  |
| Spiel 7, 20. August 2010, 16:00 Uhr  |   |            |            |
| Australien                           | – | Belgien    | 6:3 (2:2)  |
| Spiel 8, 20. August 2010, 18:30 Uhr  |   |            |            |
| Chile                                | – | Ghana      | 3:4 (1:4)  |
| Spiel 9, 20. August 2010, 20:30 Uhr  |   |            |            |
| Singapur                             | – | Pakistan   | 1:4 (1:1)  |
| Spiel 10, 21. August 2010, 16:30 Uhr |   |            |            |
| Ghana                                | – | Belgien    | 3:6 (1:2)  |
| Spiel 11, 21. August 2010, 18:30 Uhr |   |            |            |
| Pakistan                             | – | Australien | 2:5 (1:2)  |
| Spiel 12, 21. August 2010, 20:30 Uhr |   |            |            |
| Singapur                             | – | Chile      | 1:2 (0:2)  |
| Spiel 13, 23. August 2010, 16:00 Uhr |   |            |            |
| Australien                           | – | Chile      | 9:0 (4:0)  |
| Spiel 14, 23. August 2010, 18:00 Uhr |   |            |            |
| Belgien                              | – | Pakistan   | 2:3 (1:1)  |
| Spiel 15, 23. August 2010, 20:00 Uhr |   |            |            |
| Ghana                                | – | Singapur   | 2:1 (1:0)  |

### Finalrunde

#### Spiel um Platz 5
| Spiel 16, 25. August 2010, 15:00 Uhr |   |          |           |
| Chile                                | – | Singapur | 1:6 (1:1) |

#### Spiel um Platz 3
| Spiel 17, 25. August 2010, 17:30 Uhr |   |       |           |
| Belgien                              | – | Ghana | 4:1 (2:1) |

#### Finale
| Spiel 18, 25. August 2010, 20:00 Uhr |   |          |           |
| Australien                           | – | Pakistan | 2:1 (0:1) |

### Endergebnis
| Platz | Land       |
| ----- | ---------- |
| 1     | Australien |
| 2     | Pakistan   |
| 3     | Belgien    |
| 4     | Ghana      |
| 5     | Singapur   |
| 6     | Chile      |

## Turnier der Mädchen

### Vorrunde
|  | Team für Finale qualifiziert |
|  | Team spielt um Platz 3       |
|  | Team spielt um Platz 5       |

| Rang | Land        | S | G | U | V | Tore  | Diff. | Punkte |
| ---- | ----------- | - | - | - | - | ----- | ----- | ------ |
| 1    | Argentinien | 5 | 4 | 1 | 0 | 17:3  | +14   | 13     |
| 2    | Niederlande | 5 | 3 | 2 | 0 | 21:5  | +16   | 11     |
| 3    | Neuseeland  | 5 | 3 | 0 | 2 | 10:6  | +4    | 9      |
| 4    | Südkorea    | 5 | 2 | 1 | 2 | 11:12 | −1    | 7      |
| 5    | Irland      | 5 | 1 | 0 | 4 | 6:12  | −6    | 3      |
| 6    | Südafrika   | 5 | 0 | 0 | 5 | 1:28  | −27   | 0      |

| Spiel 1, 16. August 2010, 16:00 Uhr  |   |             |            |
| Niederlande                          | – | Irland      | 3:1 (1:0)  |
| Spiel 2, 16. August 2010, 18:30 Uhr  |   |             |            |
| Argentinien                          | – | Südafrika   | 7:0 (4:0)  |
| Spiel 3, 16. August 2010, 20:30 Uhr  |   |             |            |
| Neuseeland                           | – | Südkorea    | 3:2 (0:1)  |
| Spiel 4, 17. August 2010, 16:30 Uhr  |   |             |            |
| Niederlande                          | – | Südafrika   | 13:0 (6:0) |
| Spiel 5, 17. August 2010, 19:30 Uhr  |   |             |            |
| Irland                               | – | Neuseeland  | 2:3 (1:1)  |
| Spiel 6, 17. August 2010, 21:15 Uhr  |   |             |            |
| Südkorea                             | – | Argentinien | 1:4 (0:2)  |
| Spiel 7, 19. August 2010, 16:00 Uhr  |   |             |            |
| Südkorea                             | – | Südafrika   | 3:1 (3:0)  |
| Spiel 8, 19. August 2010, 18:00 Uhr  |   |             |            |
| Irland                               | – | Argentinien | 0:3 (0:1)  |
| Spiel 9, 19. August 2010, 20:00 Uhr  |   |             |            |
| Niederlande                          | – | Neuseeland  | 1:0 (0:0)  |
| Spiel 10, 20. August 2010, 16:30 Uhr |   |             |            |
| Südkorea                             | – | Irland      | 3:2 (1:2)  |
| Spiel 11, 20. August 2010, 18:00 Uhr |   |             |            |
| Südafrika                            | – | Neuseeland  | 0:4 (0:3)  |
| Spiel 12, 20. August 2010, 20:00 Uhr |   |             |            |
| Argentinien                          | – | Niederlande | 2:2 (1:0)  |
| Spiel 13, 22. August 2010, 16:00 Uhr |   |             |            |
| Neuseeland                           | – | Argentinien | 0:1 (0:0)  |
| Spiel 14, 22. August 2010, 18:00 Uhr |   |             |            |
| Niederlande                          | – | Südkorea    | 2:2 (0:0)  |
| Spiel 15, 22. August 2010, 20:00 Uhr |   |             |            |
| Südafrika                            | – | Irland      | 0:1 (0:1)  |

### Finalrunde

#### Spiel um Platz 5
| Spiel 16, 24. August 2010, 15:00 Uhr |   |           |           |
| Irland                               | – | Südafrika | 3:1 (2:1) |

#### Spiel um Platz 3
| Spiel 17, 24. August 2010, 17:30 Uhr |   |          |                      |
| Neuseeland                           | – | Südkorea | 5:4 n. V. (4:4, 3:1) |

#### Finale
| Spiel 18, 24. August 2010, 20:00 Uhr |   |             |                      |
| Argentinien                          | – | Niederlande | 1:2 n. V. (1:1, 1:0) |

### Endergebnis
| Platz | Land        |
| ----- | ----------- |
| 1     | Niederlande |
| 2     | Argentinien |
| 3     | Neuseeland  |
| 4     | Südkorea    |
| 5     | Irland      |
| 6     | Südafrika   |